# Okenia amoenula
Okenia amoenula is een slakkensoort uit de familie van de Goniodorididae. De wetenschappelijke naam van de soort is voor het eerst geldig gepubliceerd in 1907 door Bergh.